# Anthropology (композиция)
«Anthropology» (Антропология), также «Thriving From a Riff» или «Thriving on a Riff» — музыкальная композиция в стиле джаз (бибоп), написанная в 1945 году музыкантом Чарльзом Паркером. Исполнялась автором, а также Диззи Гиллеспи. Мелодия частично основана на гармонической последовательности из мелодии Гершвина «I Got Rhythm».